# Just Can’t Get Enough (singel Black Eyed Peas)
Just Can’t Get Enough – drugi singel amerykańskiego zespołu muzycznego Black Eyed Peas, pochodzący z jej szóstego albumu studyjnego „The Beginning”. Piosenkę wydano 21 stycznia 2011, przez Interscope, natomiast jej autorem są Will.i.am, Apl.de.ap, Taboo, Fergie, Joshua Alvarez, Stephen Shadowen, Rodney Jerkins, LaShawn Daniels i Julie Frost. Piosenka znalazła się na 19. pozycji w Australian Singles Chart, a we French Singles Chart, na 79. W Polsce piosenka znalazła się na 1. miejscu w notowaniach Polish Airplay Chart i Polish Video Chart. Teledysk do utworu nagrywany był w Japonii na tydzień przed trzęsieniem ziemi, o czym zamieszczono informację na jego początku.

## Lista utworów

### Digital download
1. „Just Can’t Get Enough” – 3:40

### German CD single
1. „Just Can’t Get Enough” (Album Version) – 3:39
2. „Just Can’t Get Enough” (Instrumental) – 3:48

## Notowania i certyfikaty

### Notowania
| Lista (2011)                      | Najwyższa pozycja |
| --------------------------------- | ----------------- |
| Australia (ARIA)                  | 3                 |
| Austria (Ö3 Austria Top 40)       | 2                 |
| Belgia (Ultratop 40 Flandria)     | 6                 |
| Belgia (Ultratop 40 Wallonia)     | 2                 |
| Kanada (Canadian Hot 100)         | 5                 |
| Francja (SNEP)                    | 1                 |
| Polska (Polish Airplay Chart)     | 1                 |
| Polska (Polish Video Chart)       | 1                 |
| Szwajcaria (Media Control Charts) | 3                 |
| (UK Singles Chart)                | 3                 |
| U.S. Billboard Hot 100            | 3                 |

### Certyfikaty
| Kraj          | Certyfikat |
| ------------- | ---------- |
| Australia     | 2× Platyna |
| Niemcy        | Złoto      |
| Włochy        | Złoto      |
| Nowa Zelandia | Platyna    |
| Szwajcaria    | Złoto      |